# Корона Карла Великого
48°12′23″ пн. ш. 16°21′55″ сх. д. / 48.206507° пн. ш. 16.365262° сх. д.

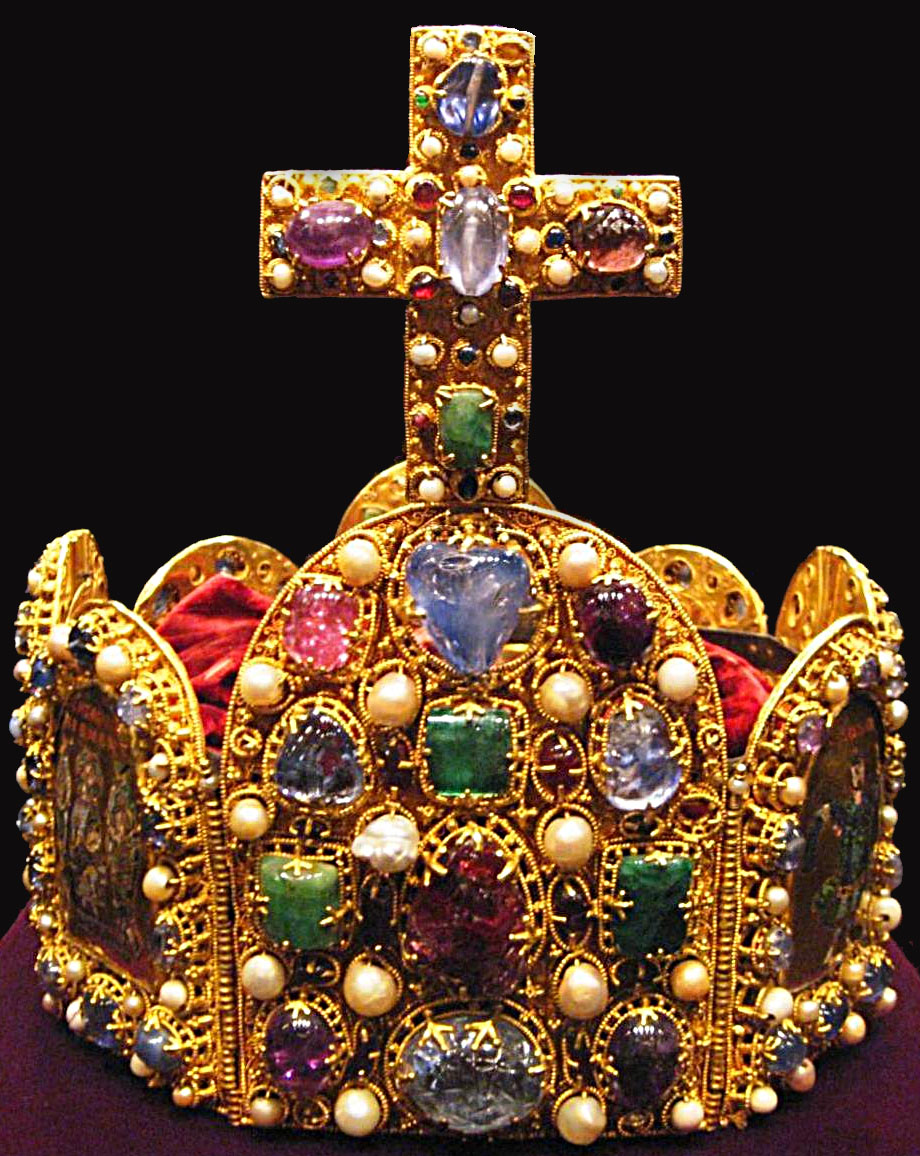
Імперська корона. Вид спереду.

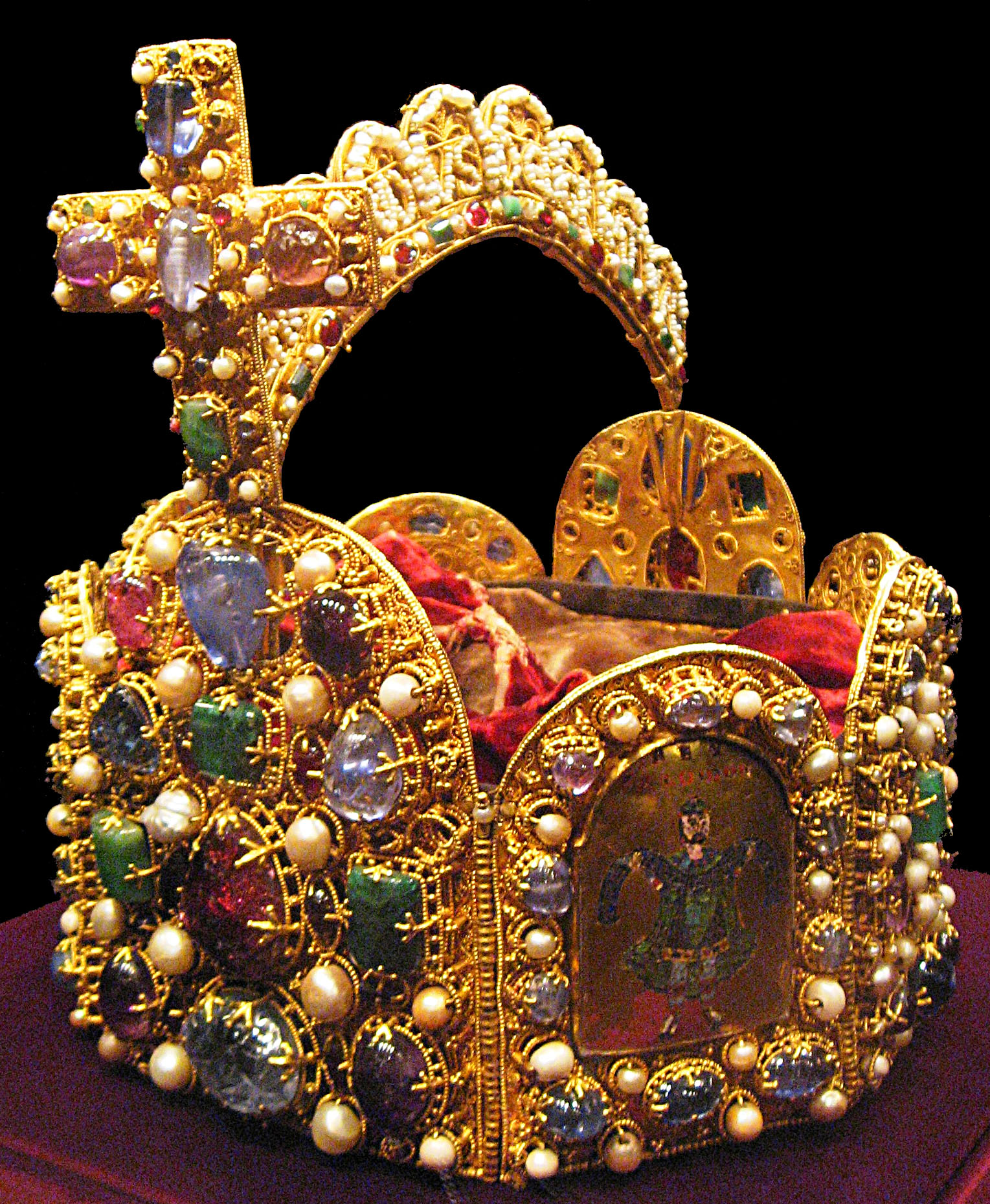
Імперська корона. Вид збоку.

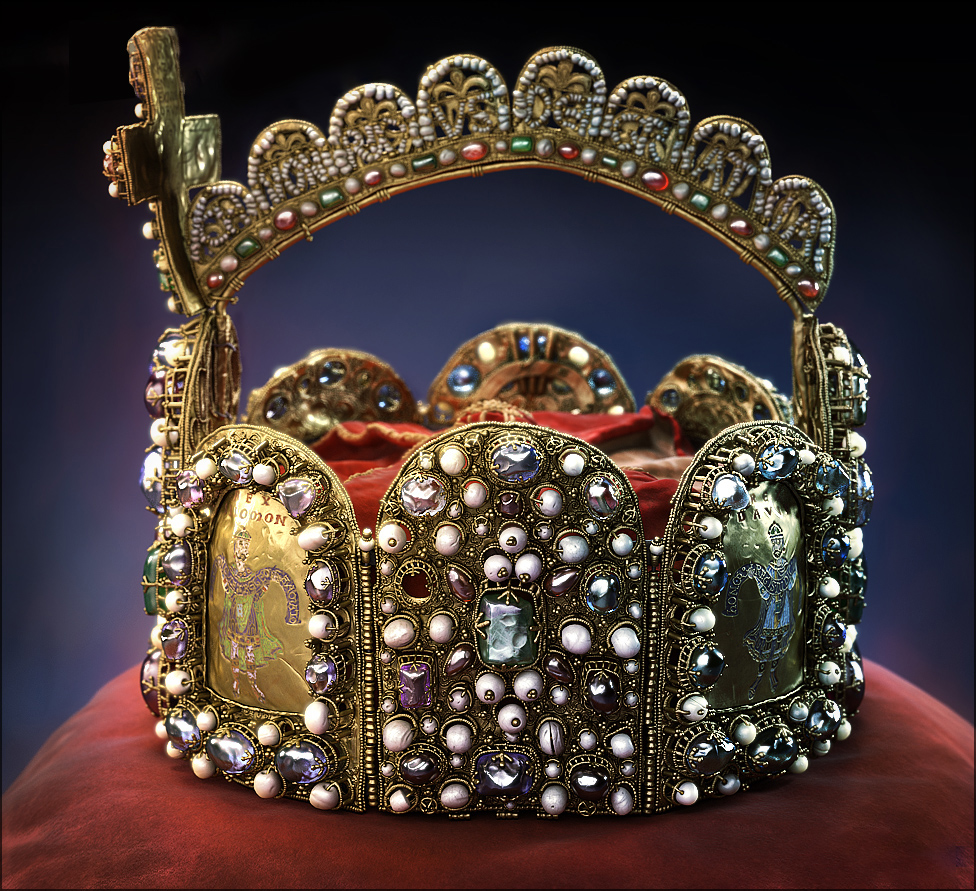
3D-ілюстрація імперської корони.

Імперська корона або Корона Карла Великого (нім. Reichskrone) — корона королів та імператорів Священної Римської імперії, якою коронувалися майже всі німецькі монархи раннього Середньовіччя, починаючи з Конрада II. Корона була виготовлена найімовірніше наприкінці X століття. Перша згадка про неї з'явилося у XII столітті.
Поряд з імперським хрестом (нім. Reichskreuz), імперським мечем (нім. Reichsschwert) і Святим Списом (нім. Heilige Lanze) корона була найважливішою частиною імператорських регалій (нім. Reichskleinodien). Під час коронації корона вручалася новому монарху разом зі скіпетром (нім. Zepter) і державою (нім. Reichsapfel). Імператорські регалії Священної Римської імперії, особливо корона Карла Великого, з 1424 по 1796 роки зберігалися в Нюрнберзі, історичній столиці Франкської держави, і могли були бути вивезені до місця коронації нового імператора, після чого поверталися до місця постійного зберігання. У 1796 році під час Наполеонівських воєн Нюрнберг був зайнятий французькими військами, але корону встигли передати на зберігання до Регенсбурга, а в 1800 році до Відня. На даний час корона й імператорські регалії виставлені в скарбниці палацу Гофбург у Відні (Австрія), адже останній імператор Священної Римської імперії Франц II відмовився повернути її, незважаючи на письмові зобов'язання. У 1938 році корона була повернута до Нюрнберга, а в 1946 році до Відня. Через неврегульованість правого статусу Австрійський уряд відмовляється виставляти її за кордоном.

## Історія
Корона була виготовлена для імператора Оттона І Великого або його сина Оттона II (як імператора-співправителя) у другій половині X століття, можливо, в майстернях бенедиктинського абатства в Райхенау або в Мілані.

## Опис

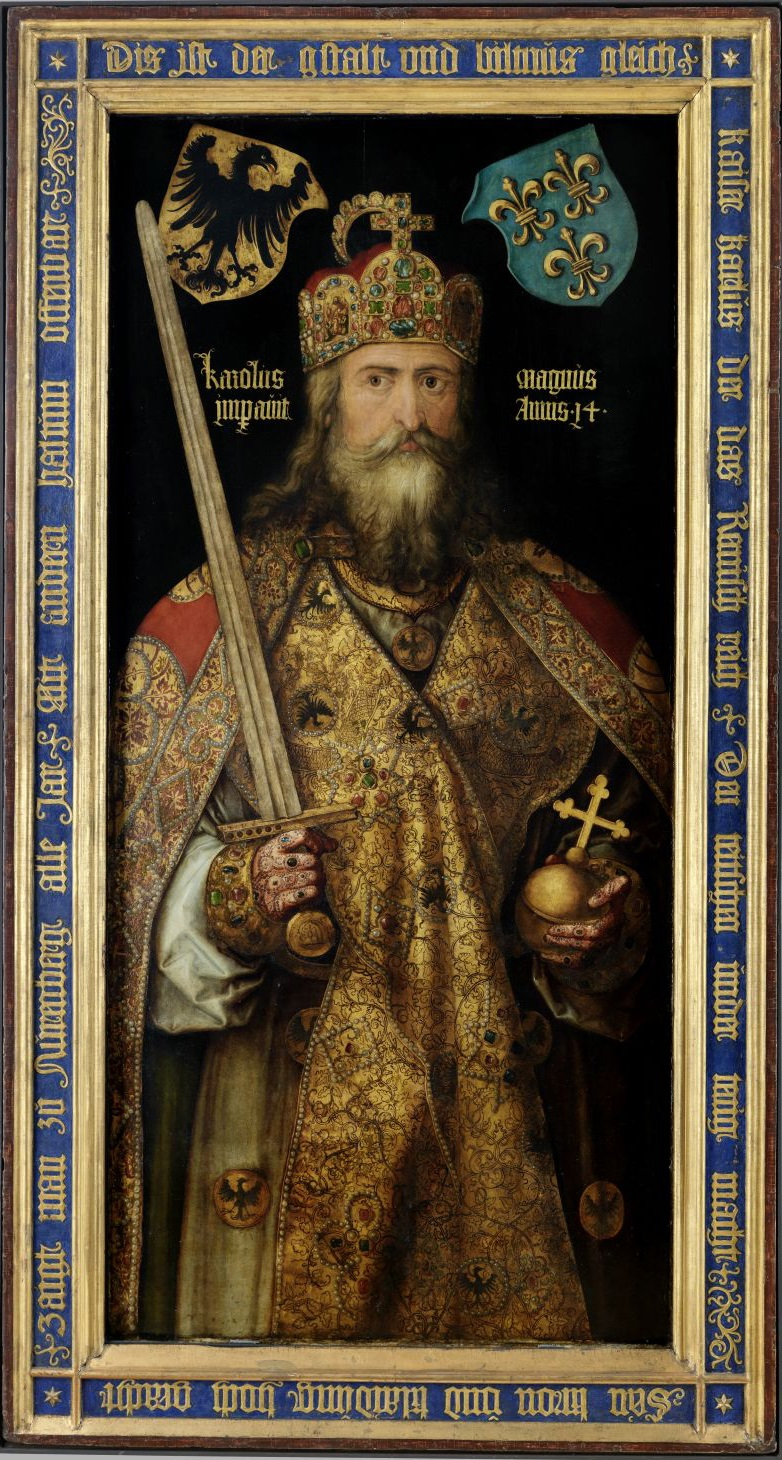
Портрет Карла Великого в короні, з державою і мечем у руках. А. Дюрер. Німецький національний музей. Нюрнберг

Корона Карла Великого відрізняється від інших відомих корон і має оригінальну восьмигранну форму. Замість круглого вінця основа виконана у формі восьмигранника. Корона виконана з восьми закруглених догори пластин. Пластини за допомогою золотих заклепок прикріплені до двох металевих стрічок всередині корони, і замикаючи її, дають восьмикутну форму. Коли і де були виготовлені металеві стрічки та зібрана корона — невідомо.
Пластини корони зроблені з якісного золота, прикрашені 144 дорогоцінним камінням та перлами. Перли і каміння поміщені в оправи без задньої стінки, створюючи ефект сяйва каменів зсередини.
Чотири пластини меншого розміру прикрашені картинами з епізодами з Біблії, в техніці візантійської перегородчастої емалі. Ці чотири пластини, названі Bildplatten, зображують три епізоди зі Старого Завіту та один із Нового Завіту. Три старозавітних показують царів Давида, Соломона та Єзекію з пророком Ісаєю. Новозавітна пластина представляє Ісуса з двома серафимами. Інші чотири пластини, названі кам'яними пластинами (Steinplatten), мають великі розміри і прикрашені виключно дорогоцінним камінням та перлами.
Дванадцять дорогоцінних каменів на налобній пластині символізують 12 апостолів Нового Завіту. Дванадцять каменів на потиличній — 12 колін Ізраїлевих Старого Завіту. Оттоніанські королі вважали себе наступниками апостолів і первосвящеників.
Вінчає корону висока дуга з перловим шиттям з ім'ям Конрада II. У місці з'єднання дуги і налобної пластини укріплений хрест, який датується роками правління Генріха II (1002—1024). Його лицьова сторона викладена дорогоцінним камінням та перлами і символізує перемогу. На гладкій внутрішній стороні вигравірувана фігура розп'ятого Спасителя.

Таким чином імператорська корона має христологічне значення: імператор править від імені Ісуса Христа, від якого отримує силу і яким дає звіт про своїх діяннях. «[PER] ME REGES REGNANT» (Моїм ім'ям правлять царі) — написано латиною на бічній емалевій вставці із зображенням Христа у Славі.

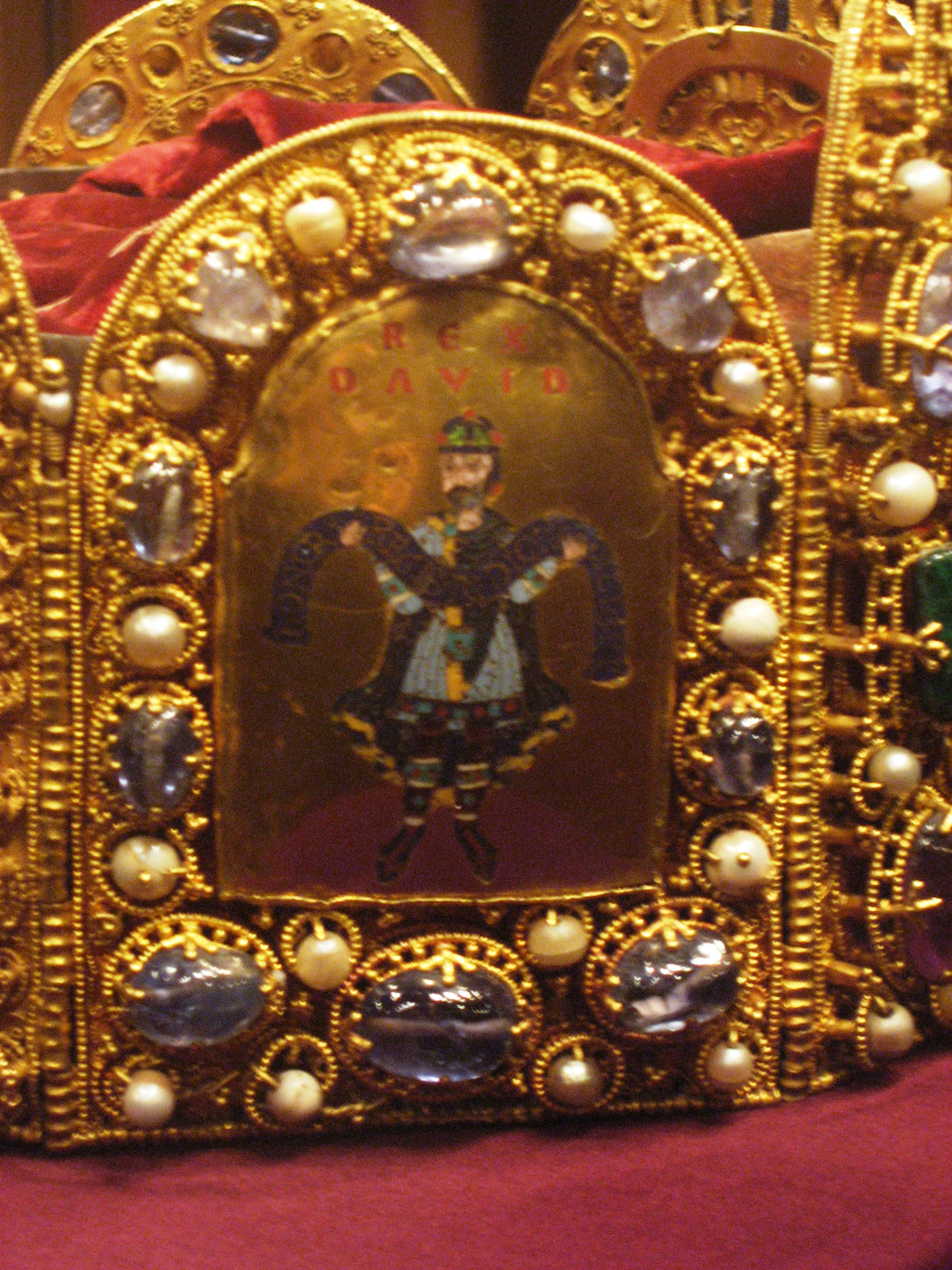
Цар Давид (Підпис на короні: лат. Rex David)
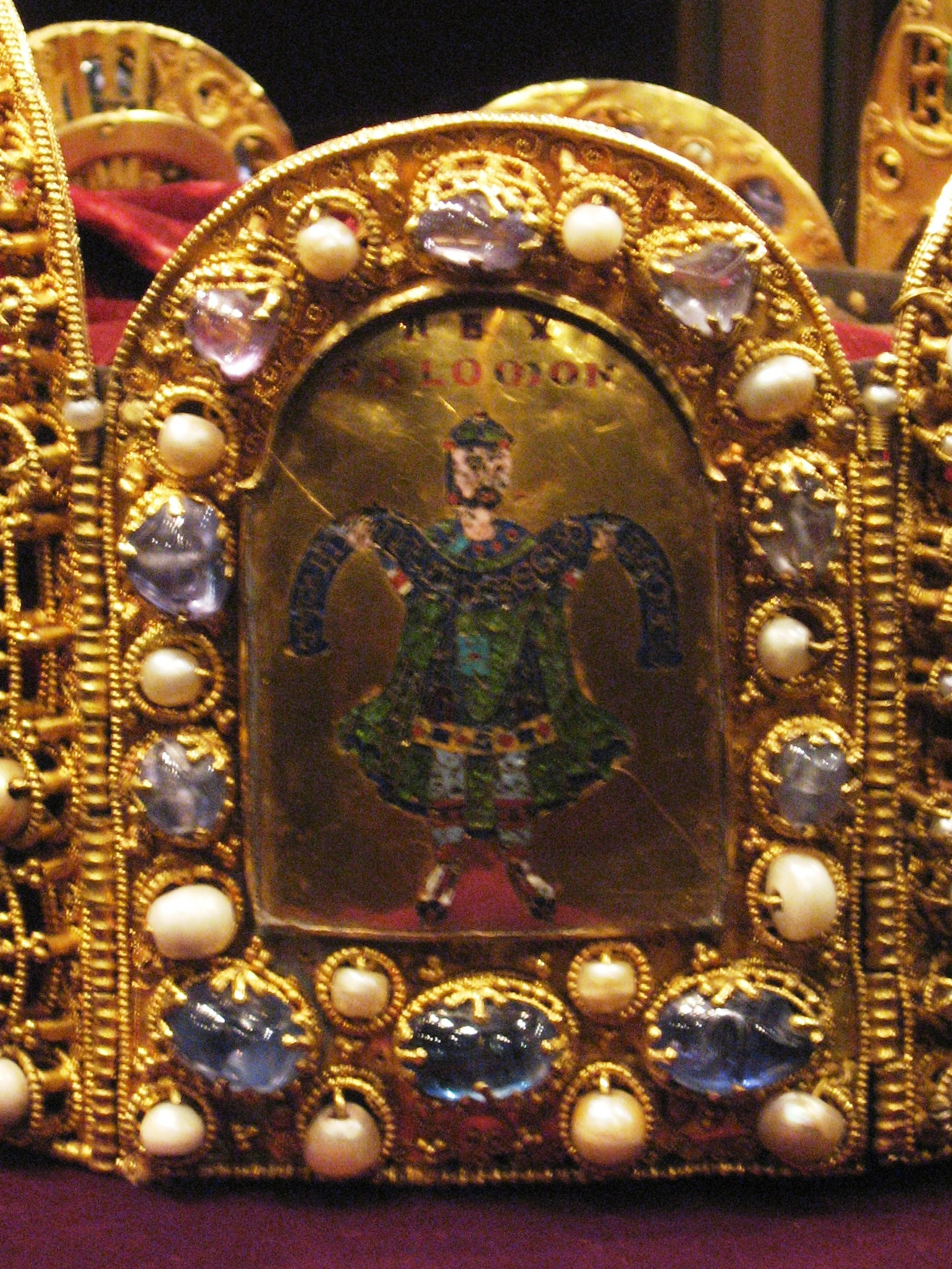
Цар Соломон(лат. Rex Salomo)
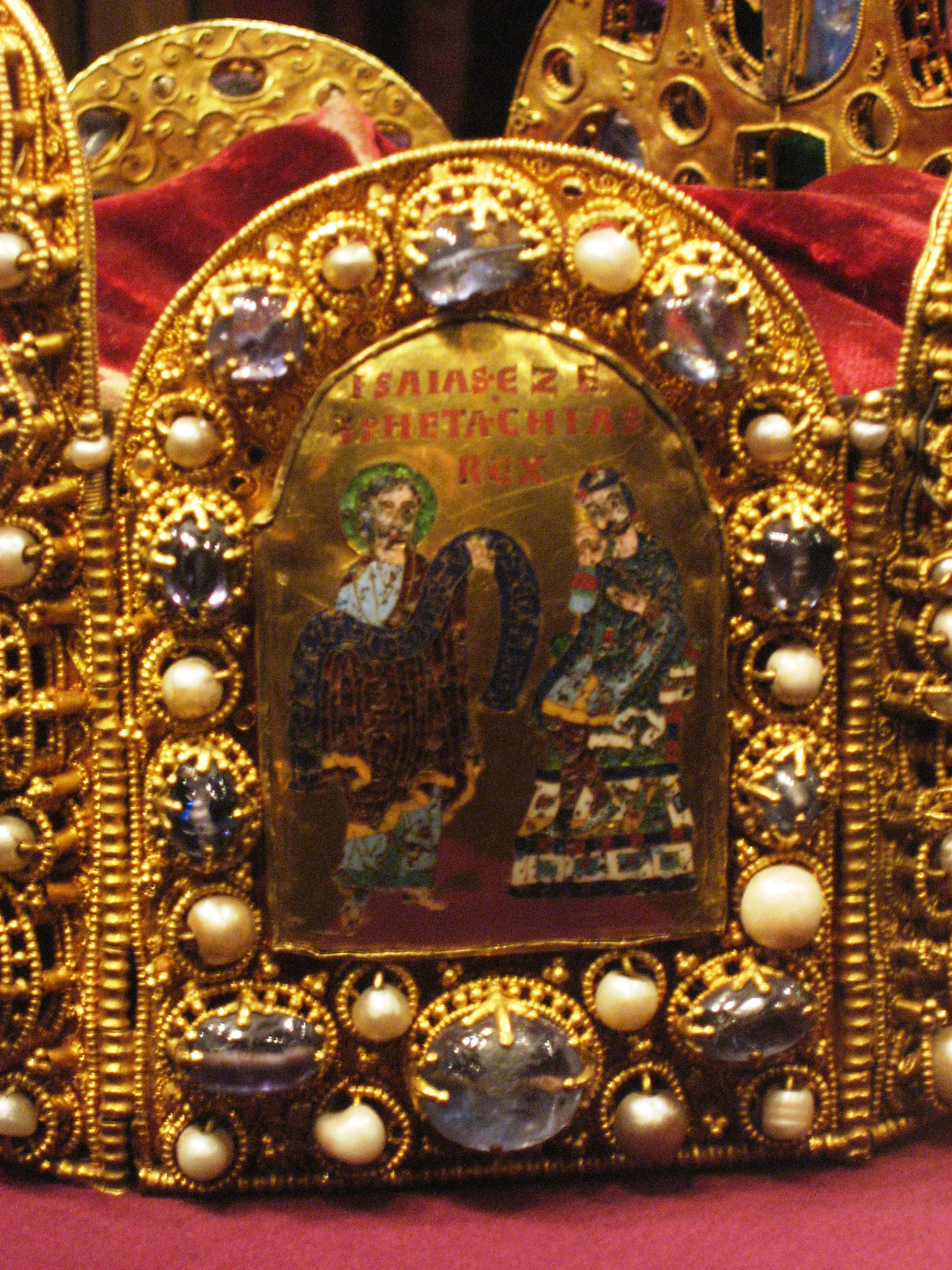
Єзекія зустрічає пророка Ісаю(лат. Isaiasez e Ephetachiae Rex)
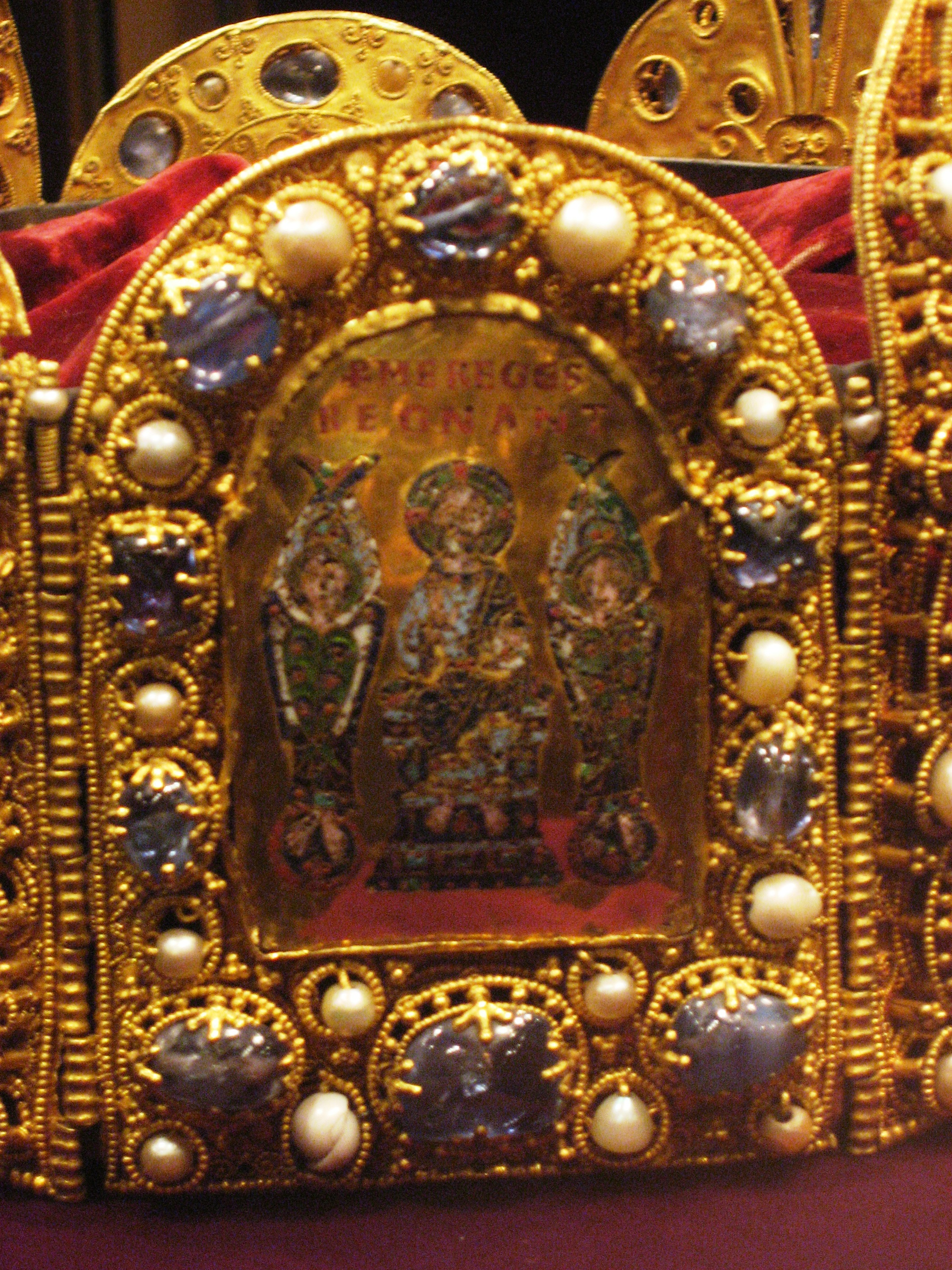
Христос з двома серафимами(лат. (per) Me Reges Regnant)